# Футуна (Уоллис и Футуна)
Футуна (фр. Futuna) — остров в юго-западной части Тихого океана, являющийся частью заморской общины Франции Уоллис и Футуна.

## Название
Считается, что своё название остров Футуна получил в честь дерева Футу, растущего на побережье острова. В XIX веке острова на некоторых картах обозначались под именем Аллофату.

## География и климат

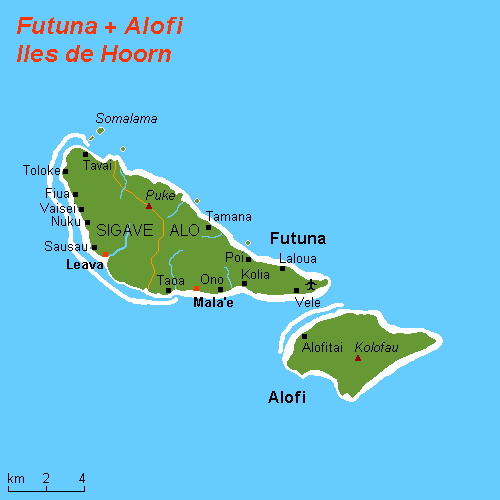
Карта островов Алофи и Футуна

Ближайшие острова — Алофи на юго-востоке (1,7 км), Уоллис на северо-востоке (240 км) и Фиджи на юго-западе 280 км. Остров Футуна (14°28′ ю. ш. 178°14′ з. д.) расположен в юго-западной части Тихого океана и входит в состав архипелага Хорн. От ближайшего острова Алофи его отделяет пролив шириной 1,7 км. Остров Футуна иногда называют Восточным Футуна, чтобы не путать его с Западным Футуна из группы островов Новые Гебриды, принадлежащих Вануату.
Площадь Футуна — 83 км². Это относительно высокий вулканический остров. Наивысшая точка — гора Пуке (Puke) высотой 524 м (другие её название — Сингави и гора Схаутена. Иногда ошибочно указывается её высота в 765 м). Остров подвергался недавнему поднятию и имеет сильно пересеченный рельеф. За исключением нескольких маленьких прибрежных равнин, берега острова круты. Рельеф представлен рядом невысоких плато, постепенно возвышающихся к горе Пуке, разделенных небольшими равнинами. Крайние точки Футуна: северная — мыс Фатуа; восточная — мыс Веле; южная — берег у аэродрома Веле; западная — берег у деревни Толоке. Остров Футуна образовался геологически недавно, поэтому риф располагаются недалеко от берегов (около 50 м) и лагуну не образует. Ввиду поднятия рифа, он оказался неглубоко и периодически оказывается на поверхности воды, что препятствует его росту.
На Футуна регулярно происходят землетрясения. Последнее, интенсивностью 6,5 по шкале Рихтера, произошло 13 марта 1993 (5 человек погибли и 20 получили ранения). Во время землетрясений 2009 года на Самоа, толчки на Футуна не ощущались.
Образование острова Футуна началось в плиоцене (образование трех древних вулканов). Вулканическая деятельность их прекратилась в плейстоцене. После прекращения вулканизма остров испытали значительное поднятие (до 500 м).
На Футуна около 50 коротких рек, наибольшие из которых — Ваинифао, Гутуваи, Ваи Ласи и Леава. Побережье заболочено. Реки с апреля по октябрь пересыхают, а затем внезапно заполняются водой во время сезона дождей.
Климат острова тропический пассатный, влажный, постоянно тёплый, без ярко выраженного сухого сезона. Наибольшее количество осадков выпадает в период с ноября по апрель (среднегодовое количество — 4000 мм, при влажности 80 %). В среднем в году около 24 дождливых дней. Температура в течение года колеблется от 24 °С до 30 °С.

## История
Первыми европейцами увидевшими остров были Якоб Лемер и Виллем Схаутен в 1616 году. С 1842 года Футуна является колонией Франции.

## Население
На острове по переписи 2008 года проживало 4237 человек. Говорят на языке футуна.

## Административно-территориальное деление
Административно входит в округах Ало и Сигав.